# تبريد بالفضلات

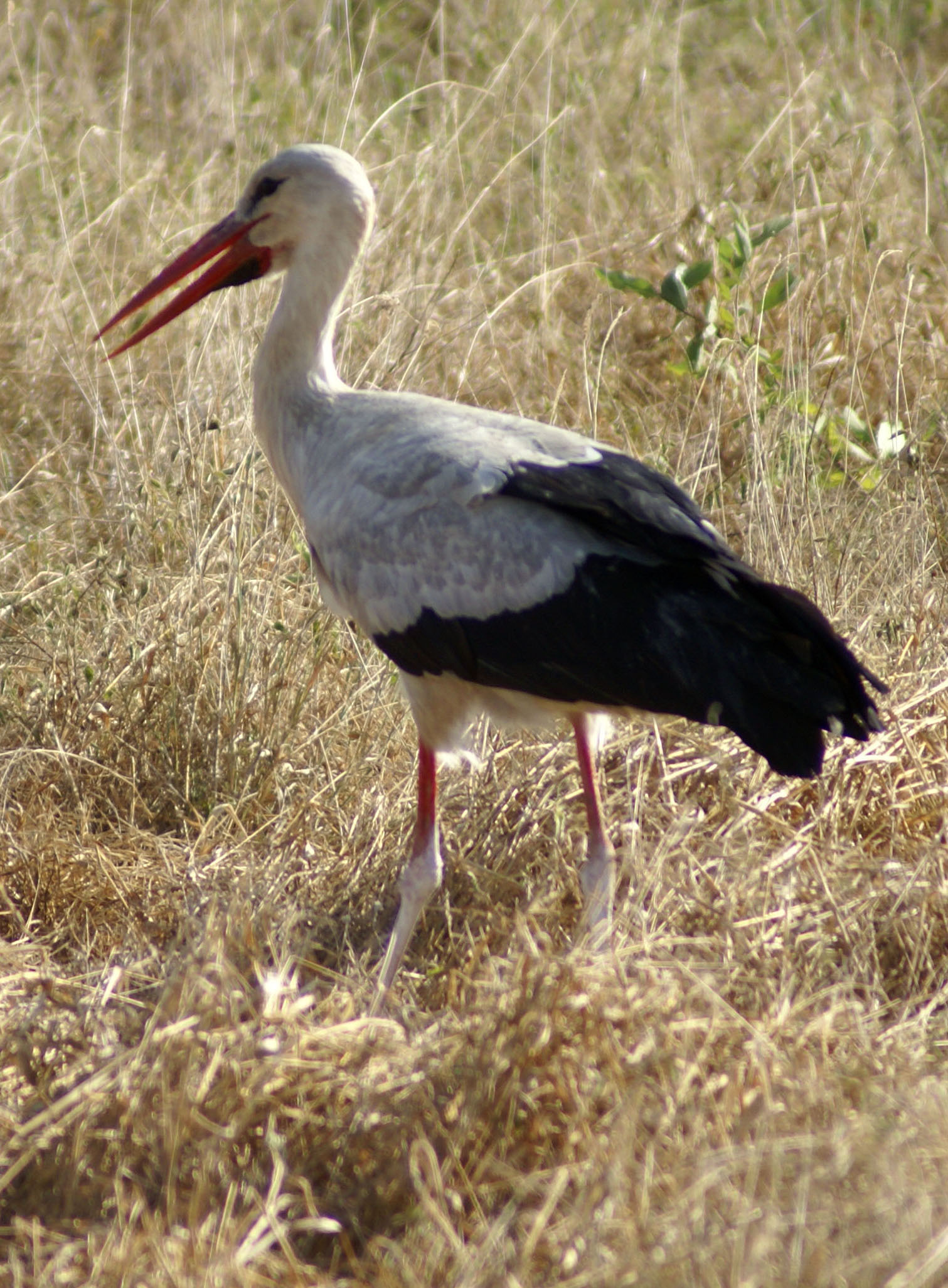
لقلق أبيض من الحديقة تسافو الوطنية الشرقية بكينيا. الأجزاء السفلى مغطاة بالفضلات

التبريد بالفضلات هي عادة عن بعض الطيور بطرح فضلاتها السائلة على جزء من أرجلها بغرض تبريدها مستفيدة من تبخر الماء الذي يبرد الجلد. هذه الطريقة تسمح للطيور بتحمل درجات حرارة مرتفعة.
ومعروف عن طيور مثل اللقلق ونسور العالم الجديد ممارستها لهاته العادة.
هذا التصرف يتسبب في بعض الإصابة خاصة للطيور المعلمة بحلقات وخواتم لتراكم الفضلات عليها.